# Phyllonorycter ledella
Phyllonorycter ledella là một loài bướm đêm thuộc họ Gracillariidae. Nó được tìm thấy ở Québec và Hoa Kỳ (California).
Sải cánh dài 9–10 mm.
Ấu trùng ăn Ledum glandulosum. Chúng ăn lá nơi chúng làm tổ.Tổ có dạng đốm nằm ở mặt trên của lá, đôi khi phủ kín mặt lá.